# Flabellina salmonacea
Flabelline saumon
Espèce
Synonymes
- Eolis salmonacea (Couthouy, 1838)
- Coryphella salmonacea (Couthouy, 1838)
- Coryphella stimpsoni (A.E. Verrill, 1879)
- Cuthona stimpsoni (A.E. Verrill, 1879)[2]

La Flabelline saumon (Flabellina salmonacea) est une espèce de nudibranche de la famille des Flabellinidés. Ce petit mollusque blanc translucide et couleur saumon vit dans les eaux froides de l'Atlantique nord, ainsi que dans le Pacifique nord. Hermaphodite comme tous les nudibranches, il dépose en hiver un cordon en spirale composé de milliers d’œufs desquels éclosent des larves véligères qui se nourrissent de plancton.

## Distribution et habitat
Dans l'Atlantique ouest, la distribution de F. salmonacea s'étend de l'Arctique jusqu'au Cap Cod, dans le Massachusetts ; cela comprend l'estuaire du Saint-Laurent, le golfe du Maine, le littoral sud de la Nouvelle-Angleterre ainsi que le littoral du Groenland. Dans l'Atlantique est, l'espèce se rencontre autour de l'Islande, des îles Féroé et Britanniques, du Spitzberg, dans la mer de Barents ainsi que sur les côtes norvégiennes. Enfin, sa présence est confirmée dans le Pacifique nord, en Colombie-Britannique ainsi qu'en Alaska.
La Flabelline saumon habite des fonds rocheux (plus rarement sableux) où poussent des algues, dans des zones partiellement abritées mais exposées aux courants de la marée. L'espèce se rencontre généralement à des profondeurs comprises entre la surface et 20 m mais elle a déjà été observée jusqu'à environ 700 m sous la surface,. 

## Description
Le corps de ce nudibranche mesure entre 20 et 50 mm de longueur et environ 10 mm de largeur ; il est plus large que haut. Le corps de l'animal est blanc translucide, ainsi que les rhinophores et tentacules buccaux ; les cérates laissent voir une extension de la glande digestive : celle-ci leur confère une coloration comprise entre le brun-orangé, le marron foncé ou encore le rose saumon, d'où l'épithète spécifique salmonacea. Les cérates lancéolés ne sont pas rangés en bouquets mais sont espacés régulièrement : les plus longs se trouvent au centre de la surface dorsale, les plus courts sur les côtés. Une bande blanche est visible sous l'apex des cérates, des rhinophores ainsi que des tentacules buccaux ; l'extrémité est marquée d'une tache opaque blanche. Les rhinophores ridés et coniques sont généralement plus courts que les longs et fins tentacules buccaux. Le corps s'achève par une queue pointue.
L'aspect extérieur de Flabellina salmonacea peut entraîner des confusions avec les espèces du même genre F. verrucosa, F. gracilis ou encore F. browni.

## Écologie
F. salmonacea se nourrit de plusieurs espèces d'hydraires, principalement du genre Tubularia et notamment T. spectabilis,. Cependant, le spécimen adulte apprécie aussi le tunicier Amaroucium constellatum,.
Lorsque le nudibranche se nourrit de l'hydraire, les nématocystes de ce dernier traversent le système digestif sans être abimés et sont envoyés aux extrémités des cérates. Ils sont ensuite utilisés pour la défense du nudibranche. La tenue très colorée de F. salmonacea pourrait servir d'avertissement aux éventuels prédateurs.
Comme les autres nudibranches, cette espèce est hermaphrodite : un même spécimen porte les sexes mâle et femelle. La reproduction nécessite tout de même l'accouplement qui s'effectue tête-bêche, les flancs droits se touchant : la fécondation est réalisée mutuellement. Les pontes (ou « oothèques ») se déroulent entre décembre et mars, il s'agit d'un cordon en spirale déposé sur les tiges des hydraires et composé de milliers d’œufs. L'éclosion survient après une dizaine de jours : des larves planctotrophiques en sont issues. Les juvéniles se nourrissent sur les tiges d'hydraires de la fin de l'été jusqu'au début de l'automne,.